# Strategy & Tactics
Strategy & Tactics är en amerikansk tidskrift för militärhistoria och militär simulering (konfliktspel) som startades 1966 eller 1967 (olika källor anger olika tidpunkter). Den anses vara den militärhistoriska tidskrift som har den längsta sammanhängande utgivningen. 

## Historik
Tidskriften grundades i Japan av en sergeant vid amerikanska flygvapnet vid namn Chris Wagner. Inledningsvis var den ingen ekonomisk succé. Spelföretaget SPI, under Jim Dunnigans ledarskap, skapades för att kunna ta över publiceringen av tidskriften 1969 och köpte den för en symbolisk summa. I och med detta började varje nummer innehålla ett komplett konfliktspel och därmed var speltidningen skapad. Strategy & Tactics blev efter SPI:s köp ett led i konkurrensen med Avalon Hill och deras husorgan The General. Efter ekonomiska svårigheter i början av 1980-talet köptes SPI och därmed också tidningen, av speljätten TSR. Från och med nummer 91 gav de nya ägarna ut tidningen fyra gånger per år. Antalet prenumeranter sjönk och TSR har fått kritik för hur man behandlade förvaltarskapet av arvet från SPI. Sammanlagt blev det 21 nummer innan tidskriften 1987 bytte ägare, nu till World Wide Wargames (3W). 1991, efter 28 nummer, tog intresset för utgivningen slut på 3W och Strategy & Tactics såldes ännu en gång, den här gången till Decision Games. I och med nummer 176 (1995), började tidskriften säljas utan spel i kiosker och butiker och med nr 216 (2003) var försäljningen av versionen utan spel större än den med spel. 